# لارس بندر
لارس بندر (بالألمانية: Lars Bender)‏ (8 يناير 1988 بكوبلنتس في ألمانيا - ) هو لاعب كرة قدم ألماني في مركز الدفاع. لعب مع فورتونا كولن وكيكرز أوفنباخ ونادي كوبلنتس واينتراخت ترير 05 ‏.

## وصلات خارجية
- لارس بندر على موقع قاعدة بيانات كرة القدم.إي يو (الإنجليزية)
- لارس بندر على موقع بيانات كرة القدم. دي إي (الألمانية)
- لارس بندر على موقع Soccerway.com (الإنجليزية)
- لارس بندر على موقع عالم كرة القدم.نت (الإنجليزية)